# Amenonuhoko
Amenonuhoko (天沼矛 / 天之瓊矛 / 天瓊戈, « Lance céleste de pierres précieuses ») est le nom donné dans la mythologie japonaise à la lance utilisée pour faire surgir de la mer la masse terrestre primordiale, Onogoro-shima. Elle est souvent représentée comme un naginata.

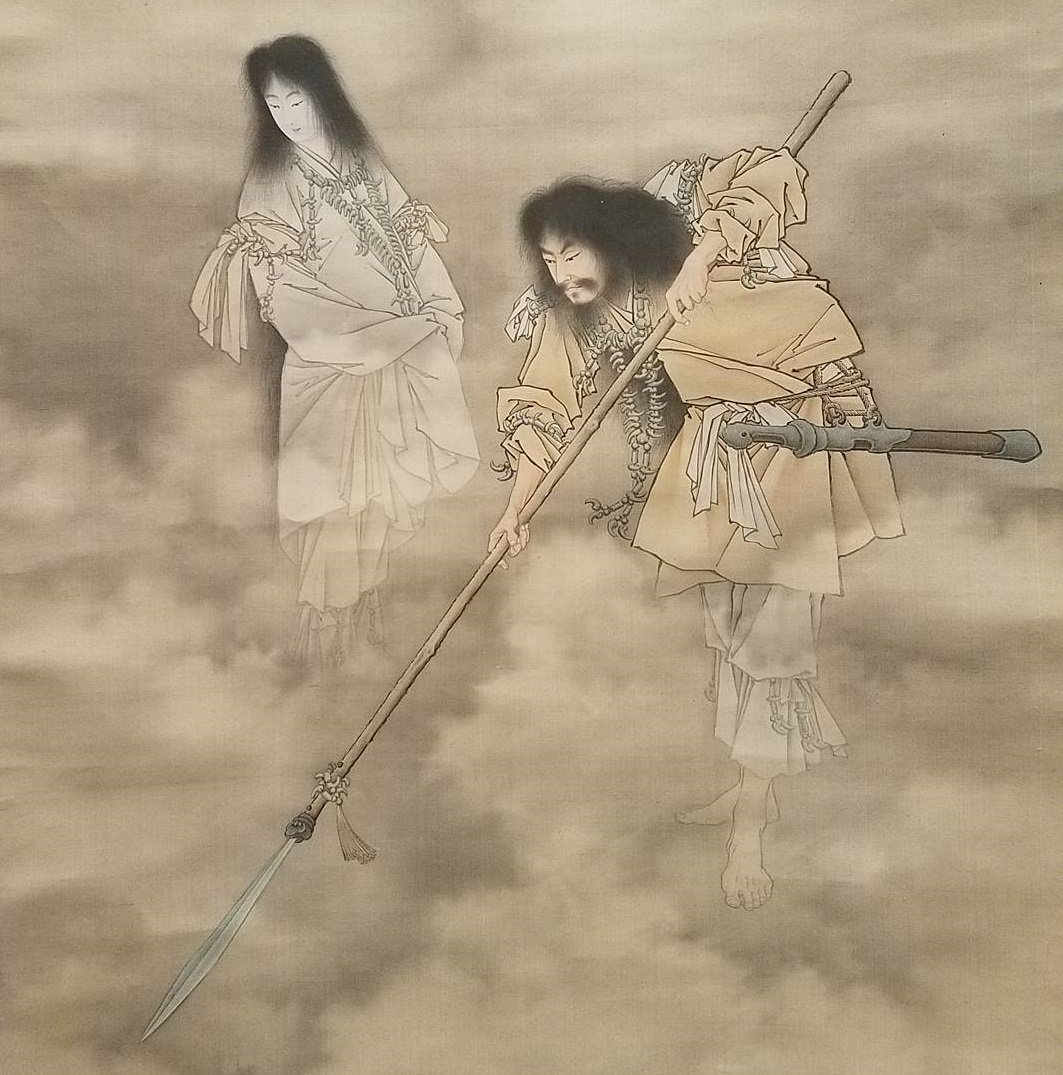
La fouille des mers avec le. Peinture de Kobayashi Eitaku, 1880–90 (MFA, Boston). Izanagi à droite, Izanami à gauche

Selon le Kojiki, Izanagi et Izanami, les dieux fondateurs du shinto, sont responsables de la création de la première terre. Pour ce faire, ils ont reçu des Kotoamatsukami une épée décorée de magatama (joyaux), nommée Ame-no (céleste) nu-hoko (« épée aux joyaux ») par les anciens dieux célestes. Les deux divinités se rendent alors sur le pont entre le ciel et la Terre, Ame-no-ukihashi (« pont flottant du ciel ») et brassent la mer en dessous avec le naginata. Lorsque des gouttes d'eau salée tombent de la pointe, elles forment la première île, Onogoro-shima. Izanagi et Izanami descendent alors du pont céleste et s'installent sur l'île,.

## Source de la traduction
- (en) Cet article est partiellement ou en totalité issu de l’article de Wikipédia en anglais intitulé « Amenonuhoko » (voir la liste des auteurs).